# Литвиново (посёлок станции, Кемеровская область)
Литвиново — посёлок станции в Яшкинском районе Кемеровской области. Является центром Литвиновского сельского поселения.

## География
Расположен в северной части области.
Уличная сеть состоит из 14 географических объектов
- Переулок: Школьный пер.
- Улицы: ул. 1 Мая, ул. Береговая, ул. Больничная, ул. Железнодорожная, ул. Кирпичная, ул. Ленина, ул. Молодёжная, ул. Октябрьская, ул. Рабочая, ул. Советская, ул. Строителей, ул. Строительная, ул. Энтузиастов.

## Население
| 2010 |
| ---- |
| 1356 |

## Экономика
ООО АПФ «Скоморошка»

## Транспорт
Железнодорожный и автомобильный транспорт.